# Leupe (Jaya)
Leupe is een bestuurslaag in het regentschap Aceh Jaya van de provincie Atjeh, Indonesië. Leupe telt 572 inwoners (volkstelling 2010).